# Fired Up
Fired Up is een Amerikaanse komediefilm uit 2009 onder regie van Will Gluck.

## Verhaal
Shawn Colfax en Nick Brady zijn de twee populairste studenten van de middelbare school die ze bezoeken, die zich voornamelijk bezighouden met flirten met meiden. Op een feest krijgen ze te horen dat er een cheerleaderkamp is waar 300 meiden trainen in de hoop om een nationale competitie te winnen. Shawn en Nick staan te popelen om een periode omgeven te worden door gewillige meiden en melden zich af bij footballkamp om naar cheerleaderkamp te kunnen. Om hier te komen zijn ze genoodzaakt zich te aanmelden als cheerleaders en moeten ze een appartement delen met andere mannelijke cheerleaders.
De meeste leden van de team zien Shawn en Nick als een aanwinst, omdat ze atletisch zijn. Carly, de kapitein van het team, vermoedt echter dat de jongens er alleen op uit zijn om te genieten van het andere geslacht. Langzamerhand wordt Shawn verliefd op Carly, hoewel ze uitgaat met Rick, een arrogante student die eist dokter genoemd te worden. Nick heeft daarentegen een oogje op Diora, de echtgenote van de coach. Rick vindt het maar niets dat Shawn en Nick zoveel tijd doorbrengen met Carly en ontmaskert hen als leugenaars. De jongens hadden inmiddels een goede band met de meeste cheerleaders, waardoor de teleurstelling groot is als wordt onthuld waarom ze werkelijk naar de kamp zijn gegaan.
Hoewel ze van het team verwijderd worden, is Nick gelukkig, omdat Diora vanaf dat moment met hem naar bed wil. Ze keren niet veel later terug naar hun oude leven, maar ontdekken dat ze cheerleaderkamp te veel missen om weg te blijven. Ze keren terug en worden uiteindelijk weer toegelaten tot het team, dat inmiddels erg fanatiek is om een rivalerende team onder leiding van de kattige Gwyneth te verslaan. Hoewel ze de wedstrijd niet winnen, ziet Carly het als een overwinning, omdat het team beter heeft gepresteerd dan de voorgaande jaren. Carly realiseert zich dat haar vriend overspelig is en zoent met Shawn. Nick pakt ondertussen zijn affaire met Diora weer op.

## Rolbezetting
| Acteur               | Personage                       |
| -------------------- | ------------------------------- |
| Nicholas D'Agosto    | Shawn Colfax                    |
| Eric Christian Olsen | Nick Brady                      |
| Sarah Roemer         | Carly Davidson                  |
| Molly Sims           | Diora                           |
| Danneel Harris       | Bianca                          |
| David Walton         | Dr. Rick                        |
| Adhir Kalyan         | Brewster                        |
| AnnaLynne McCord     | Gwyneth                         |
| Juliette Goglia      | Poppy Colfax                    |
| Philip Baker Hall    | Coach Byrnes                    |
| John Michael Higgins | Coach Keith                     |
| Smith Cho            | Beth                            |
| Margo Harshman       | Sylvia                          |
| Hayley Marie Norman  | Angela                          |
| Jake Sandvig         | Downey                          |
| Collins Pennie       | Adam                            |
| Edie McClurg         | Mevrouw Klingerhoff             |
| Amber Stevens        | Sara                            |
| Francia Raisa        | Marly                           |
| Jessica Szohr        | Kara                            |
| Kate French          | Aantrekkelijke kapitein         |
| Julianna Guill       | Agy                             |
| Heather Morris       | Fiona                           |
| Kayla Ewell          | Margot Jane Lindsworth-Calligan |